# کلانی براون
کلانی براون (انگلیسی: Kalani Brown؛ زادهٔ ۲۱ مارس ۱۹۹۷) بازیکن بسکتبال اهل ایالات متحده آمریکا است.